# Ramón de Errazu

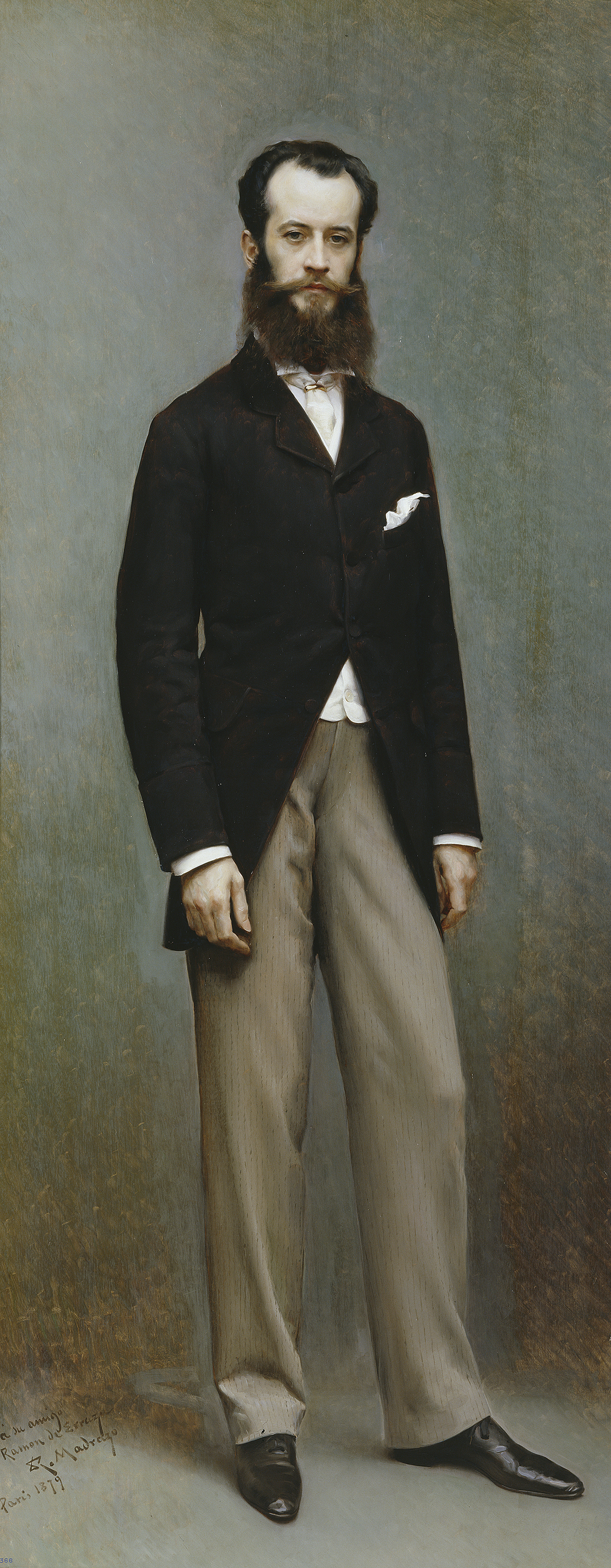
Retrato de Ramón de Errazu, da autoria de Raimundo de Madrazo y Garreta. (Museo do Prado, Madrid).

Ramón de Errazu y Rubio de Tejada (San Luis de Potosí, México, 28 de Julho de 1840 — Paris, 27 de Outubro de 1904) foi um conhecido mecenas de arte hispano-americano.
Nascido em San Luis de Potosí, onde se havia estabelecido o seu pai, de forma a dar continuidade aos negócios empreendidos pelo seu avô, Cayetano Rubio, Ramón descendia de uma família de grandes empresários, oriunda do País Basco, que fizeram furtuna no México.
Rico e grande amante das artes, Ramón teve contacto com as artes desde muito cedo, devido ao seu avô, o qual foi o primeiro a praticar o mecenato na família.
Este foi também um dos fundadores da indústria mexicana têxtil e salineira.
O pai de Ramón, quando este contava doze anos, decidiu instalar a sua residência em Paris, a capital francesa. Ali, Ramón seguiu os usos da mais proeminente classe social, cultivando desde jovem o refinado gosto pelas artes e costumes, evidente na sua maneira de vestir.
Desde muito jovem introduziu-se na empresa familiar, contribuindo para o estabelecimento do negócio salineiro, com continuas viagens ao seu país natal. Mesmo assim, a maior parte do seu tempo era passada em Paris, onde fazia parte da cúspide do grupo social mais endinheirado, entre os hispano-ameriacanos, residentes na França.
O seu interesse pela pintura poderia dever-se também a consideração do coleccionismo como outro ponto de distinção social. Contudo, a sua amizade com Raimundo de Madrazo y Garreta, também rico e coleccionador, teve notável e decisiva influência tanto no seu gosto, como na formação da sua enorme colecção de arte.